# NGC 2768

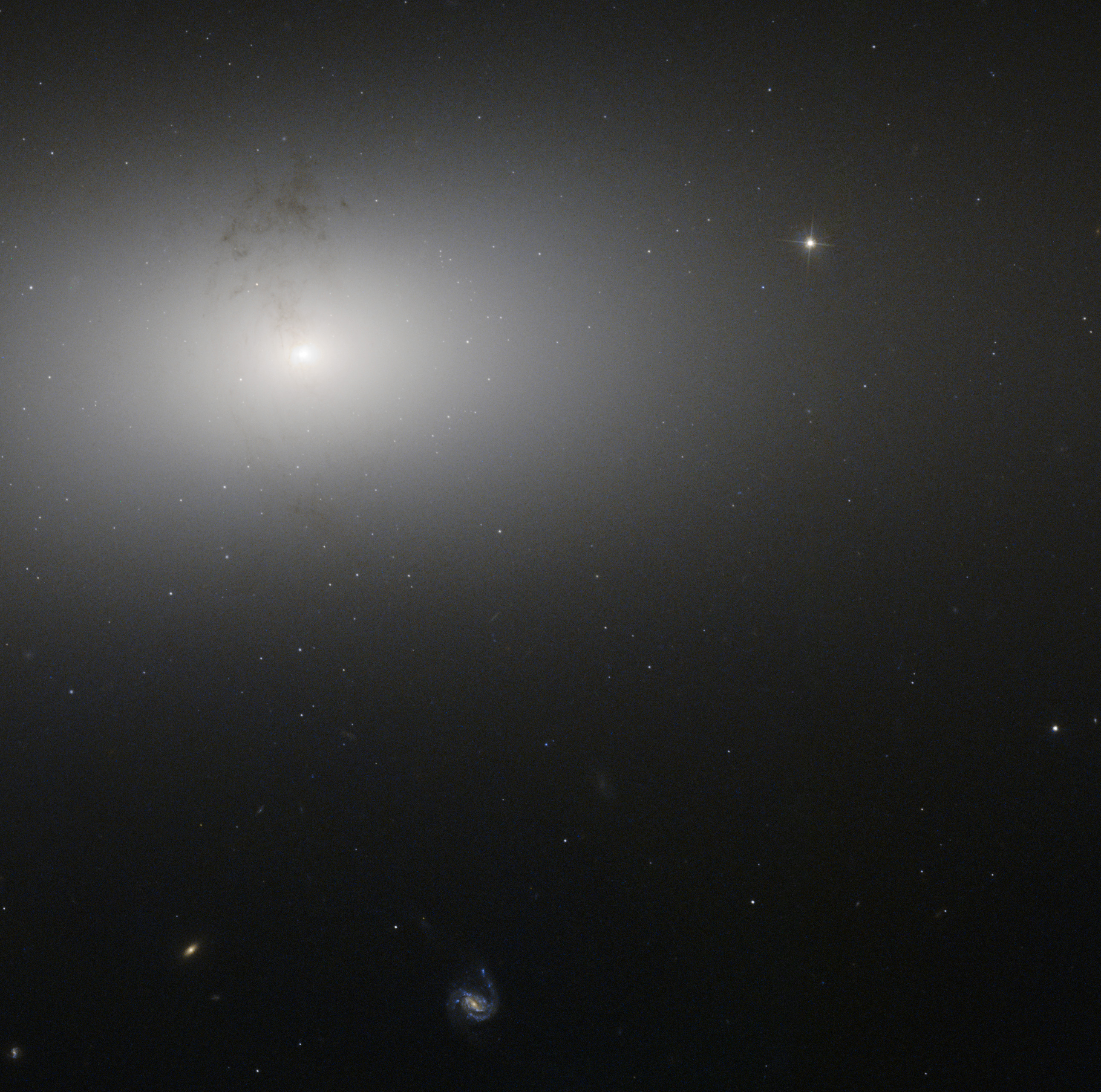
Hình ảnh của NGC 2768 chụp bởi kính viễn vọng Hubble

NGC 2768 (hay các tên khác là UGC 4821 và PGC 25915) là tên của một thiên hà hình hạt đậu nằm trong chòm sao Đại Hùng. Thiên hà này cách trái đất của chúng ta 65 triệu năm ánh sáng. NGC 2768 là một ví dụ điển hình về thiên hà Seyfert, loại thiên hà mà ngay trung tâm của nó có chứa một lỗ đen siêu khối lượng. Tại vùng trung tâm này có một lớp bụi bao quanh tạo thành một vòng thắt lại và phát ra ánh sáng rực rỡ. Cái vòng thắt lại này nằm vuông góc trên mặt phẳng của thiên hà và hướng lên giống như là để ra khỏi thiên thể của nó. Cấu trúc bụi của NGC 2768 tạo thành một mạng lưới phức tạp các điểm (các điểm này có thể là do bụi kết lại) và nối với nhau bằng những cấu trúc giống như sợi.
Bên cạnh đó, trung tâm của thiên hà này còn có hai luồng vật chất nhỏ, hình chữ S và đối xứng nhau. Hai luồng vật chất này di chuyển hướng ra bên ngoài trung tâm dọc theo con đường sẵn có và bị những làn bụi đen ở khắp thiên hà che phủ. Hai luồng vật chất này là dấu hiệu của sự hoạt động mãnh liệt ở vùng trung tâm thiên hà, nơi có một lỗ đen siêu khối lượng. Sự hoạt động mãnh liệt đó là tăng tốc độ di chuyển và rồi hút các chất khí ở những khu vực bên cạnh tạo ra thêm một luồng vật chất xoáy thẳng vào bên trong lỗ đen. Luồng vật chất xoáy này gọi là đĩa bồi tụ. Sau đó trong chính cái đĩa bồi tụ đó có những vụ nổ mạnh mẽ làm cho các vật chất bị phóng ra bên ngoài tạo thành hai luồn vật chất hình chữ S kia.
Có một siêu tân tinh loại Ib tên là SN2000ds được quan sát là nằm trong thiên hà NGC 2768. Nó xuất hiện ở khu vực cách rất xa tâm của thiên hà.

## Dữ liệu hiện tại
Theo như quan sát, đây là thiên hà thuộc chòm sao Đại Hùng và dưới đây là một số dữ liệu khác:
Xích kinh 09h 11m 37.5s
Độ nghiêng 60° 02′ 14″
Giá trị dịch chuyển đỏ (Redshift) 1353 ± 5 km/s
Cấp sao biểu kiến 9,9
Kích thước biểu kiến 8′.1 × 4′.3